# سيبيل كليبورن
سيبيل كليبورن (بالإنجليزية: Sybil Claiborne)‏ (1 نوفمبر 1923، ليفربول في المملكة المتحدة - 16 ديسمبر 1992)؛ روائية أمريكية.